# Kazimierz Waliszewski
Kazimierz Waliszewski (ur. 19 listopada 1849 w Golach, zm. 1935 w Paryżu) – polski i francuski historyk, pisarz i publicysta.

## Życiorys
Studiował w Warszawie i Paryżu, gdzie uzyskał doktorat prawa. Około 1874 powrócił do kraju i zamieszkał w Warszawie. Wystąpił z ostrą krytyką lojalizmu i pesymizmu krakowskiej szkoły historycznej co znalazło swój najpełniejszy wyraz w pracach: Potoccy i Czartoryscy: walka stronnictw i programów politycznych przed upadkiem Rzeczypospolitej 1734-1763 (t. 1: 1734-1754, Kraków 1887) i Polska i Europa w drugiej połowie XVIII wieku: wstęp do historyi ruchu politycznego w tej epoce (Kraków 1890). W 1883 wyjechał na stałe do Francji, od 1894 publikował niemal wyłącznie po francusku. Zdobył uznanie jako autor publikacji poświęconych historii Rosji, a książka o Katarzynie II została wyróżniona nagrodą Akademii Francuskiej i doczekała się licznych wydań (w 1909 wydanie dziewiąte) i przekładów. Jego prace spotkały się z krytyką historyków polskich m.in. Szymona Askenazego, Władysława Konopczyńskiego. Prace Kazimierza Waliszewskiego spotkały się także krytyką ze strony polskiej dyplomacji m.in. Jana Stanisława Amora Tarnowskiego, zarzucano im forsowanie cudzego spojrzenia na Polskę. 

## Wybrane publikacje
- Une Française reine de Pologne: Marie d’Arquien-Sobieska, 1884
- Les Relations diplomatiques entre la Pologne et la France au (1644-1667), 1889
- Le Roman d’une impératrice, Catherine II de Russie, 1893
- Pierre le Grand, 1897
- Marysienka, Marie de La Grange d’Arquien, reine de Pologne, femme de Sobieski, 1641-1716, 1898
- L’Héritage de Pierre le Grand, 1900
- Littérature russe, 1900
- La Dernière des Romanov, Élisabeth I, 1902
- Ivan le Terrible, 1904
- Les Carrosses du roi, 1905
- La Crise révolutionnaire, 1584-1614, 1906
- Le Berceau d’une dynastie, les premiers Romanov, 1613-1682, 1909
- Le Fils de la grande Catherine, Paul I, 1912
- La Pologne inconnue: pages d’histoire et d’actualité, 1919
- Le Règne d’Alexandre I: la guerre patriotique et l’héritage de Napoléon: 1812-1816, 1923
- La Femme russe, 1926